# 전북특별자치도의 유형문화재 (제201호 ~ 제300호)
전북특별자치도의 유형문화재는 지방유형문화재 중에서 전북특별자치도에 있는 문화재를 의미한다.

## 지정 목록

### 제201호 ~ 제300호
| 번호  | 사진 | 명칭 | 소재지                                                       | 관리자 (단체)        | 지정일                                                             | 참조 |
| 201호 |      | 안국사목조아미타삼존불상 (安國寺木造阿彌陀三尊佛像)                                                                 | 전북 무주군 적상면 괴목리 산184-1                            | 안국사               | 2003년 12월 26일 지정                                              |      |
| 202호 |      | 정황선생신도비 (丁熿先生神道碑)                                                                                     | 전북 장수군 산서면 봉서리 산12                               | 창원정씨지평공파종중 | 2004년 7월 30일 지정                                               |      |
| 203호 |      | 향산사소장불서 (香山寺所藏佛書)                                                                                     | 전북 무주군 무주읍 읍내리 721-1                              | 향산사               | 2005년 6월 3일 지정                                                |      |
| 204호 |      | 전주향교소장완영책판 (全州鄕校所藏完營冊板)                                                                         | 전북 전주시 덕진구 덕진동1가 664-14                          | 전북대학교           | 2005년 12월 16일 지정                                              |      |
| 205호 |      | 안심사소장동종 (安心寺所藏銅鐘)                                                                                     | 전북 완주군 운주면 완창리 26                                 | 안심사               | 2005년 12월 16일 지정                                              |      |
| 206호 |      | 미륵암석불좌상 (미륵암석불좌상)                                                                                     | 전북 장수군 산서면 오산리 산406-1                            | 미륵암               | 2005년 12월 16일 지정                                              |      |
| 207호 |      | 문수사목조삼세불상 (文殊寺 木造三世佛像)                                                                            | 전북 고창군 고수면 은사리 산190-1                            | 문수사               | 2006년 6월 16일 지정                                               |      |
| 208호 |      | 문수사목조지장보살좌상및시왕상 (文殊寺木造地藏菩薩坐像및十王像)                                                     | 전북 고창군 고수면 은사리 산190-1                            | 문수사               | 2006년 6월 16일 지정                                               |      |
| 209호 |      | 승암사소장불서 (僧岩寺 所藏 佛書)                                                                                   | 전북 전주시 완산구 교동1가 945                               | 승암사               | 2006년 6월 16일 지정                                               |      |
| 210호 |      | 상원사목조삼세불좌상 (上院寺 木造三世佛坐像)                                                                        | 전북 고창군 월곡리 1                                         | 상원사               | 2007년 1월 19일 지정                                               |      |
| 211호 |      | 백장암소장범종 (百丈庵所藏梵鍾)                                                                                     | 전북 남원시 산내면 대정리 산28                               | 남원시장             | 2007년 1월 19일 지정                                               |      |
| 212호 |      | 도강김씨 훈도공파 종중 고문서 (道康金氏 訓導公派 宗中 古文書)                                                       | 전북 정읍시 칠보면 무성리 781번지                            | 정읍시장             | 2007년 9월 21일 지정                                               |      |
| 213호 |      | 동국사석가삼존불상 (東國寺釋迦三尊佛像)                                                                             | 전북 군산시                                                  | 군산시               | 2008년 1월 4일 지정, 2011년 9월 5일 지정, 보물 제1718호로 승격     |      |
| 214호 |      | 조앙사소장묘법연화경 권제1, 권1-7 (祖仰寺所藏妙法蓮華經 券第1, 券1-7)                                               | 전북 김제시                                                  | 김제시               | 2008년 8월 1일 지정                                                |      |
| 215호 |      | 대원사목조삼세불좌상 (大院寺木造三世佛坐像)                                                                         | 전북 완주군                                                  | 완주군               | 2008년 8월 1일 지정                                                |      |
| 216호 |      | 관음사목조관음보살상 (觀音寺木造觀音菩薩像)                                                                         | 전북 무주군                                                  | 무주군               | 2009년 10월 9일 지정                                               |      |
| 217호 |      | 용주암석조여래입상 (龍珠庵石造如來立像)                                                                             | 전북 남원시                                                  | 남원시               | 2009년 10월 9일 지정                                               |      |
| 218호 |      | 관음사 목조보살입상 (觀音寺 木造菩薩立像)                                                                           | 전북 익산시 갈산동 32-3                                      | 익산시               | 2009년 12월 18일 지정, 2014년 12월 31일 해제, 보물 제1842호로 승격 |      |
| 219호 |      | 익산 숭림사 나한전 소조 16나한 및 권속일괄 (益山 崇林寺 羅漢殿 塑造 十六羅漢 및 眷屬一括)                           | 전북 익산시                                                  | 익산시               | 2012년 11월 16일 지정                                              |      |
| 220호 |      | 고종황제 어진 (高宗皇帝 御眞)                                                                                       | 전북 익산시 신동 272                                         | 원광대(익산시)       | 2013년 5월 20일 지정                                               |      |
| 221호 |      | 군산 상주사 목조삼세불좌상 (群山 上柱寺 木造三世佛坐像)                                                             | 전북 군산시 서수면 축동리 544                                | 상주사(군산시)       | 2013년 5월 20일 지정                                               |      |
| 222호 |      | 전주 경기전 하마비 (全州 慶基殿 下馬碑)                                                                             | 전북 전주시 완산구 풍남동 3가 70번지                         | 전주시               | 2013년 11월 15일 지정                                              |      |
| 223호 |      | 남원 극락암 석조무량음성왕불좌상 및 복장유물 일괄 (南原 極樂庵 石造無量音聲王佛坐像 및 腹藏遺物 一括)               | 전북 남원시 양림길 58-42                                     | 남원시               | 2013년 11월 15일 지정                                              |      |
| 224호 |      | 이덕응 초상화 (李德應 肖像畵)                                                                                       | 전북 진안군 동상주천로 2173-3                                | 진안군               | 2013년 11월 15일 지정                                              |      |
| 225호 |      | 신기영 초상화 (申箕永 肖像畵)                                                                                       | 전북 진안군 주천면 동상주천로 2173-3                         | 진안군               | 2013년 11월 15일 지정                                              |      |
| 226호 |      | 조병순 초상화 (趙炳順 肖像畵)                                                                                       | 전북 진안군 주천면 동상주천로 2173-3                         | 진안군               | 2013년 11월 15일 지정                                              |      |
| 227호 |      | 남원 백련사 육조대사 법보단경 (南原 白蓮寺 六祖大師 法寶壇經)                                                       | 전북 남원시 인월면 인월중군길 550                            | 남원시               | 2014년 10월 31일 지정                                              |      |
| 228호 |      | 남원 백련사 선종영가집 언해 (南原 白蓮寺 禪宗永嘉集 諺解)                                                           | 전북 남원시 인월면 인월중군길 550                            | 남원시               | 2014년 10월 31일 지정                                              |      |
| 229호 |      | 순창 일광사 목조관음보살좌상 (淳昌 日廣寺 木造觀音菩薩坐像)                                                         | 전북 순창군 적성면 담순로 2168-33                            | 순창군               | 2014년 10월 31일 지정                                              |      |
| 230호 |      | 고창 선운사 대웅보전 신중도 (高敞 禪雲寺 大雄寶殿 神衆圖)                                                           | 전북 고창군 아산면 선운사로 205                              | 고창군               | 2014년 10월 31일 지정                                              |      |
| 231호 |      | 고창 선운사 석상암 산신도 (高敞 禪雲寺 石床庵 山神圖)                                                               | 전북 고창군 아산면 선운사로 205                              | 고창군               | 2014년 10월 31일 지정                                              |      |
| 232호 |      | 완주 송영구 신도비 (完州 宋英耉 神道碑)                                                                             | 전북 완주군 봉동읍 제내리 산2-1                              | 완주군               | 2015년 7월 17일 지정                                               |      |
| 233호 |      | 사발통문과 일괄문서 (四鉢通文과 一括文書)                                                                           | 전북 정읍시 덕천면 동학로 742 동학농민혁명기념관             | 정읍시               | 2015년 12월 28일 지정                                              |      |
| 234   |      | 양호전기 (兩湖電記)                                                                                                 | 전북 정읍시 덕천면 동학로 742 동학농민혁명기념관             | 정읍시               | 2015년 12월 28일 지정                                              |      |
| 235호 |      | 흥선대원군 효유문 (興宣大院君 曉諭文)                                                                               | 전북 정읍시 덕천면 동학로 742 동학농민혁명기념관             | 정읍시               | 2015년 12월 28일 지정                                              |      |
| 236호 |      | 전주 삼경사 목조아미타여래좌상 (全州 三景寺 木造阿彌陀如來坐像)                                                     | 전북 전주시 완산구 남고산성 1길 118(삼경사)                  | 전주시               | 2015년 12월 28일 지정                                              |      |
| 237호 |      | 군산 은적사 목조아미타여래좌상 (群山 隱寂寺 木造阿彌陀如來坐像)                                                     | 전북 군산시 설림 3길 49 대한불교조계종 은적사                | 군산시               | 2015년 12월 28일 지정                                              |      |
| 238호 |      | 군산 성불사 석가여래행적송 (群山 成佛寺 釋迦如來行蹟頌)                                                             | 전북 군산시 서래내길 34(경암동)                              | 군산시               | 2015년 12월 28일 지정                                              |      |
| 239호 |      | 완주 대각사 목우자수심결 (完州 大覺寺 牧牛子修心訣)                                                                 | 전북 완주군 봉동읍 봉동로 678-238                            | 대각사               | 2016년 12월 9일 지정                                               | ,    |
| 240호 |      | 완주 대각사 몽산화상육도보설 (完州 大覺寺 蒙山和尙六道普說)                                                         | 전북 완주군 봉동읍 봉동로 678-238                            | 대각사               | 2016년 12월 9일 지정                                               | ,    |
| 241호 |      | 남양방씨 분재기 및 교지․교첩류(8점) (南陽房氏 分財記 및 敎旨․敎牒類(8점))                                           | 전북 남원시 동문로 83                                        | 방근동               | 2016년 12월 9일 지정                                               | ,    |
| 242호 |      | 사호집 (沙湖集) | 전북 고창군 아산면 죽산길 23(사호사당)                       | 오영택               | 2016년 12월 9일 지정                                               | ,    |
| 243호 |      | 오익창 익사원종공신녹권 (吳益昌 翼社原從功臣錄券)                                                                   | 전북 고창군 아산면 죽산길 23                                 | 오영택               | 2016년 12월 9일 지정                                               | ,    |
| 244호 |      | 경기전 일월오봉도 (慶基殿 日月五峰圖)                                                                               | 전북 전주시 완산구 풍남동 3가 102번지 경기전 경내 어진박물관 | 전주시               | 2017년 3월 31일 지정                                               | ,    |
| 245호 |      | 임계기사 (壬癸記事)                                                                                                 | 전북 정읍시 내장산로 370-12 정읍시립박물관내                 | 정읍시               | 2017년 3월 31일 지정                                               | ,    |
| 246호 |      | 일재 이항 묘비 (一齋 李恒 墓碑)                                                                                     | 전북 정읍시 북면 보림리 산73-11                              | 정읍시               | 2017년 3월 31일 지정                                               | ,    |
| 247호 |      | 남원 실상사 편운화상 승탑 (南原 實相寺 片雲和尙 僧塔)                                                               | 전북 남원시 산내면 입석리 산3번지                            | 남원시               | 2017년 3월 31일 지정                                               | ,    |
| 248호 |      | 순창 대모암 목조여래좌상 (淳昌 大母庵 木造如來坐像)                                                                 | 전북 순창군 순창읍 장류로 197-22                             | 순창군               | 2017년 3월 31일 지정                                               | ,    |
| 249호 |      | 김제 귀신사 영산전 소조석가삼존상과 나한상 일괄 (金堤 歸信寺 靈山殿 塑造釋迦三尊像과 羅漢像 一括)                   | 전북 김제시 금산면 청도6길 40                                | 김제시               | 2017년 3월 31일 지정                                               | ,    |
| 250호 |      | 김제 귀신사 명부전 소조지장보살좌상과 시왕상 일괄 (金堤 歸信寺 冥府殿 塑造地藏菩薩像과 十王像 一括)                 | 전북 김제시 금산면 청도6길 40                                | 김제시               | 2017년 3월 31일 지정                                               | ,    |
| 251호 |      | 순창 만일사비 (淳昌 萬日寺 碑)                                                                                      | 전북 순창군 구림면 안심길 103-13                             | 만일사               | 2017년 11월 3일 지정                                               | ,    |
| 252호 |      | 전주 서고사 나한상 (全州 西固寺 羅漢像)                                                                             | 전북 전주시 덕진구 정여립로 1010-9                           | 서고사               | 2017년 11월 3일 지정                                               | ,    |
| 253호 |      | 김제 금산사 대장전 목조삼존불상과 광배 (金山寺 大藏殿 木造釋迦三尊佛像 및 光背)                                     | 전북 김제시 금산면 금산리 39 금산사                          | 금산사               | 2017년 11월 3일 지정                                               | ,    |
| 254호 |      | 김제 금복사 불상 및 복장유물 (金堤 金福寺 佛像 및 腹藏遺物)                                                         | 전북 김제시 백산면 수록리 산 197-                            | 금복사               | 2017년 11월 3일 지정                                               | ,    |
| 255호 |      | 부안 내소사 목조아미타삼존불좌상 (扶安 來蘇寺 木造阿彌陀三尊佛坐像)                                                 | 전북 부안군 진서면 내소사로 24                               | 내소사               | 2018년 3월 9일 지정                                                | ,    |
| 256호 |      | 완주 수왕사 목조여래좌상과 복장유물 (完州 水王寺 木造如來坐像과 服藏遺物)                                           | 전북 완주군 구이면 모악산길 24                               | 수왕사               | 2018년 3월 9일 지정                                                | ,    |
| 257호 |      | 정읍 무량사 목조여래좌상 및 복장유물 (井邑 無量寺 木造如來坐像 및 服藏遺物)                                         | 전북 정읍시 공평동 44                                        | 무량사               | 2018년 3월 9일 지정                                                | ,    |
| 258호 |      | 남원 실상사 건칠아미타불좌상과 건칠관음보살입상 (南原 實相寺 乾漆阿彌陀佛座象과 乾漆觀音菩薩立像)                   | 전북 남원시 입석길 94-129                                    | 실상사               | 2018년 3월 9일 지정                                                | ,    |
| 259호 |      | 남원 관왕묘 적토마도 (南原 關王廟 赤土馬圖)                                                                         | 전북 남원시 남문로 407-6                                     | 남원시               | 2018년 11월 30일 지정                                              | ,    |
| 260호 |      | 익산 관음사 묘법연화경 (益山 觀音寺 妙法蓮華經)                                                                     | 전북 익산시 갈산동 31-9                                      | 익산시               | 2018년 12월 20일 지정                                              | ,    |
| 261호 |      | 남원 용담사 석등 (南原 龍潭寺 石燈)                                                                                 | 전북 남원시 주천면 원천로 165-26                             | 남원시               | 2018년 12월 20일 지정                                              | ,    |
| 262호 |      | 전주 삼경사 목조아미타여래좌상 (全州 三景寺 木造阿彌陀如來坐像)                                                     | 전북 전주시 남고산성 1길 118                                 | 전주시               | 2018년 12월 20일 지정                                              | ,    |
| 263호 |      | 완주 구룡암 사법어 (完州九龍庵四法語)                                                                               | 전북 완주군 경천면 구재길 347-197                            | 완주군               | 2018년 12월 20일 지정                                              | ,    |
| 264호 |      | 소모사실 (召募事實)                                                                                                 | 전북 정읍시 덕천면 동학로 742                                | 동학농민혁명기념재단 | 2018년 12월 20일 지정                                              | ,    |
| 265호 |      | 고창 선운사 참당암 석조지장보살삼존상과 권속 및 복장유물 (高敞 禪雲寺 懺堂庵 石造地藏菩薩三尊像과 眷屬 및 腹藏遺物) | 전북 고창군 아산면 도솔길 194-77                             | 고창군               | 2018년 12월 20일 지정                                              | ,    |
| 266호 |      | 군산 상주사 나한전 석조석가삼존16나한상 일괄 (群山 上柱寺 羅漢殿 石造釋迦三尊十六羅漢像 一括)                       | 전북 군산시 서수면 함안로 57-29                              | 군산시               | 2018년 12월 20일 지정                                              | ,    |

## 참고 자료
- 전북도보 - '목차' - '문화재' 검색